# Staurotypinae
Los staurotípinos (Staurotypinae) son una subfamilia de tortugas acuáticas de la familia Kinosternidae. Incluye a tres especies en dos géneros. Se ha considerado una familia aparte, Staurotypidae. Sus especies se distribuyen por América del Norte y Central.

## Géneros
- Claudius Cope, 1865
- Staurotypus Wagler, 1830